# Brighouse Bay
Brighouse Bay är en vik i Storbritannien.   Den ligger i riksdelen Skottland, i den centrala delen av landet, 400 km nordväst om huvudstaden London.